# Geert Noppe
Geert Noppe (Beveren, 22 maart 1976) is een Belgische muzikant, songschrijver en zanger Hij is frontman van de Nederlandstalige band Walrus en is toetsenist en backing vocal bij Yevgueni & Hooverphonic. 
Hij groeide op in Vrasene en studeerde pedagogische wetenschappen en Cultural Anthropology and Development Studies (Cades) aan de KU Leuven. Daar leerde hij Klaas Delrue kennen, waarmee hij samen in 2000 Yevgueni oprichtte. Tussen 2000 en 2020 bracht Yevgueni 6 studioalbums en 2 verzamelalbums uit. Ze wonnen de Nekka-wedstrijd in 2002, de VRT-liedjeswedstrijd "Zo is er maar één" in 2006 en kregen de Vlaamse Cultuurprijs voor Muziek (2011-2012).
Tijdens een sabbatperiode van Yevgueni, richtte hij zijn eigen band Walrus op waarmee hij in 2013 het album Op de Valreep uitbracht., twee jaar later gevolgd door het album Terug naar het begin. De singles uit deze albums haalden de playlists van VRT Radio 1 en VRT Radio 2 alsook NPO Radio 2 in Nederland. Noppe speelde met zijn band onder meer op het Festival Dranouter en Ancienne Belgique en een reeks andere festivals, clubs en CC's in België en Nederland. 
Sinds 2018 is Noppe toetsenist en backing vocalist bij Hooverphonic. Hij speelde met de band op verschillende podia in binnen- en buitenland waaronder de USA, Japan, Tunesië, Turkije en verschillende plaatsen in Europa. 
Hij componeerde de muziek voor een aantal voorstellingen van Theater Tieret (Rimpelwals, Poezewoef, Olleke Bolleke, Raspoetin) en Vlinders en co (Enzo De Rode Wolf, Roodkapje op Grootmoeders Wijze). De samenwerking met Theater Tieret resulteerde in het collectief "Meneer Beer en de Woeste Wolven" met live muziek van en door Walrus. Met twee producties werd langs de culturele centra en festivals getourd. Van beide producties werd een CD uitgebracht, geproduceerd door Noppe.
Noppe was tussendoor nog toetsenist in verschillende andere bands en projecten waaronder Milow (2006-2008), De Hunkering (ode aan Gainsbourg), Ergens zowat halverwege (Ode aan Louis Neefs) etc.
Van 2012 tot 2018 was Geert Noppe gemeenteraadslid in Beveren. Hij werd verkozen voor Groen op een kartellijst van sp.a en Groen!.

## Loopbaan

### Huidig
| Van  | Tot   | Rol                            | Voor/Bij                        |
| ---- | ----- | ------------------------------ | ------------------------------- |
| 2000 | Heden | Toetsenist & backing vocalist  | Yevgueni                        |
| 2012 | heden | Zanger, toetsenist, songwriter | Walrus                          |
| 2017 | heden | Zanger, toetsenist, songwriter | Meneer Beer en de Woeste Wolven |
| 2018 | heden | Toetsenist & backing vocalist  | Hooverphonic                    |

### Afgelopen
| Van  | Tot  | Rol                                                                     | Voor/Bij                                      |
| ---- | ---- | ----------------------------------------------------------------------- | --------------------------------------------- |
| 2005 | nvt  | Compositie muziek theatervoorstelling "Enzo De Rode Wolf"               | Vlinders & Co                                 |
| 2006 | 2008 | Toetsenist                                                              | Milow                                         |
| 2008 | nvt  | Compositie muziek theatervoorstelling "Roodkapje op Grootmoeders Wijze" | Vlinders & Co                                 |
| 2010 | nvt  | Compositie muziek theatervoorstelling "Poezewoezewoef"                  | Theater Tieret                                |
| 2010 | nvt  | Toetsenist theaterproject                                               | Ergens zowat Halverwege (Ode aan Louis Neefs) |
| 2011 | nvt  | Toetsenist theaterproject                                               | De Hunkering (Ode aan Gainsbourg)             |
| 2014 | nvt  | Compositie muziek theatervoorstelling "Rimpelwals"                      | Theater Tieret                                |
| 2018 | nvt  | Compositie muziek theatervoorstelling "Olleke Bolleke"                  | Theater Tieret                                |
| 2018 | nvt  | Compositie muziek theatervoorstelling "Raspoetin                        | Theater Tieret                                |

## Discografie

### Walrus
| Album                | Datum van verschijnen | Aantal nummers |
| -------------------- | --------------------- | -------------- |
| Op de Valreep        | 25/02/2013            | 11             |
| Terug naar het begin | 09/11/2015            | 10             |

### Albums
| Album met hitnotering(en) in de Vlaamse Ultratop 200 albums | Datum van verschijnen | Datum van binnenkomst | Hoogste positie | Aantal weken | Opmerkingen   |
| ----------------------------------------------------------- | --------------------- | --------------------- | --------------- | ------------ | ------------- |
| Kannibaal                                                   | 24-01-2005            | 12-02-2005            | 50              | 24           | Goud          |
| Aan de arbeid                                               | 30-03-2007            | 07-04-2007            | 13              | 25           | Goud          |
| We zijn hier nu toch                                        | 23-03-2009            | 28-03-2009            | 1(1wk)          | 32           |               |
| Welkenraedt                                                 | 25-02-2011            | 05-03-2011            | 4               | 21           |               |
| Live Gent/Brugge                                            | 12-10-2012            | 20-10-2012            | 28              | 18           |               |
| Van hierboven                                               | 17-10-2014            | 25-10-2014            | 6               | 40           |               |
| Tijd is alles                                               | 27-10-2017            | 04-11-2017            | 5               | 63           |               |
| 2000-2020                                                   | 22-11-2019            | 30-11-2019            | 18              | 10           | Verzamelalbum |
| Straks is ook goed                                          | 18-02-2022            | 26-02-2022            | 9               | 1*           |               |

### Meneer Beer en De Woeste Wolven
| Album                                                 | Datum van verschijnen | Aantal nummers |
| ----------------------------------------------------- | --------------------- | -------------- |
| Meneer Beer en de Woeste Wolven: 10 Woeste Wolvenhits | 04/03/2019            | 10             |
| De Grote Reis van Meneer Beer                         | 2019                  | 10             |